# Suwak logarytmiczny

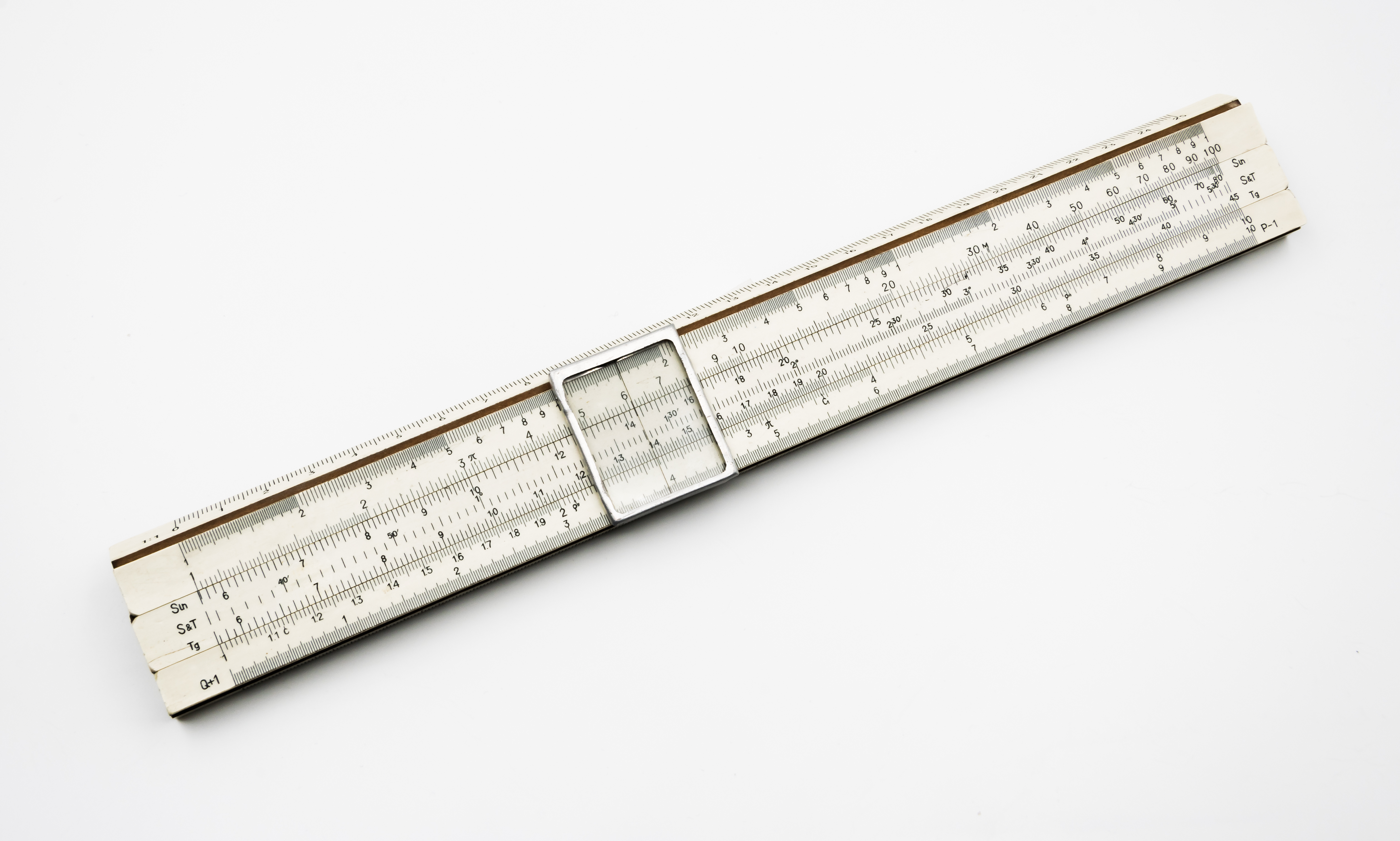
Suwak logarytmiczny

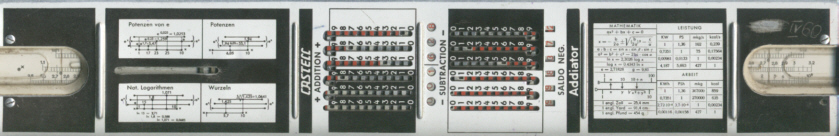
Suwak logarytmiczny z sumatorem do dodawania i odejmowania liczb 6-cyfrowych

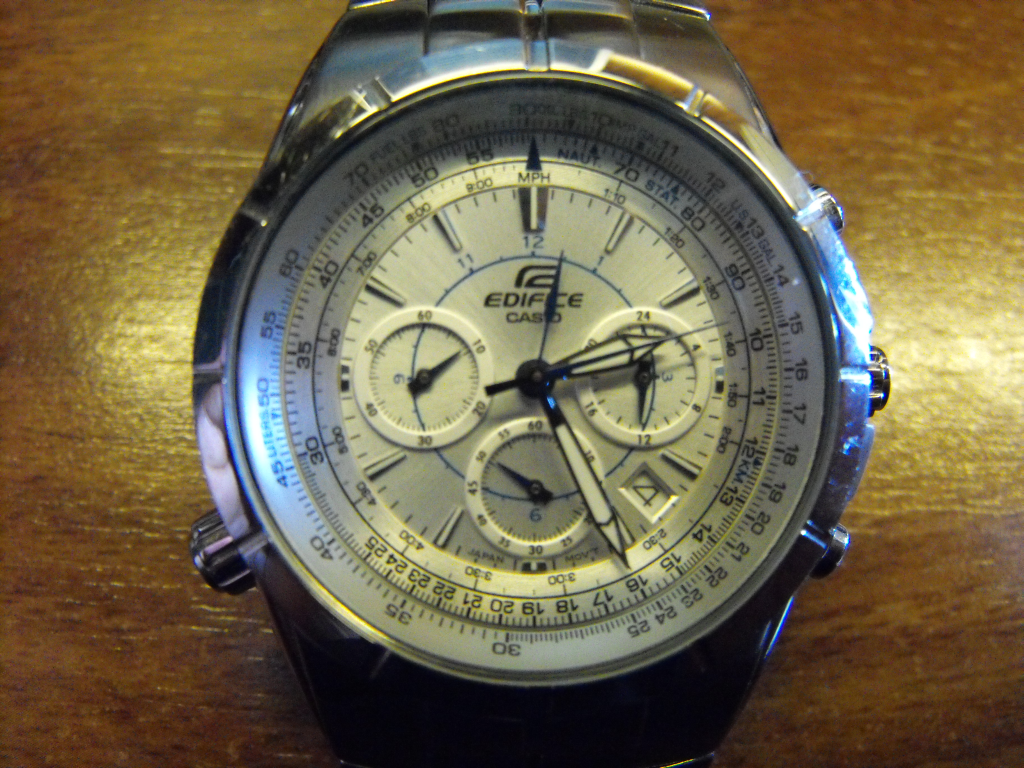
Zegarek naręczny z obrotowym suwakiem logarytmicznym. Na zdjęciu pokazano przykład przeliczenia mil morskich (znacznik NAUT) na kilometry (znacznik KM) – 10 mil morskich to ok. 18,5 km

Suwak logarytmiczny (suwak rachunkowy) –  przyrząd ułatwiający obliczenia, powszechnie używany przez inżynierów do końca lat 80. XX wieku. Wynaleziony w 1632 roku przez Williama Oughtreda, zainspirowany linijką logarytmiczną Edmunda Guntera.

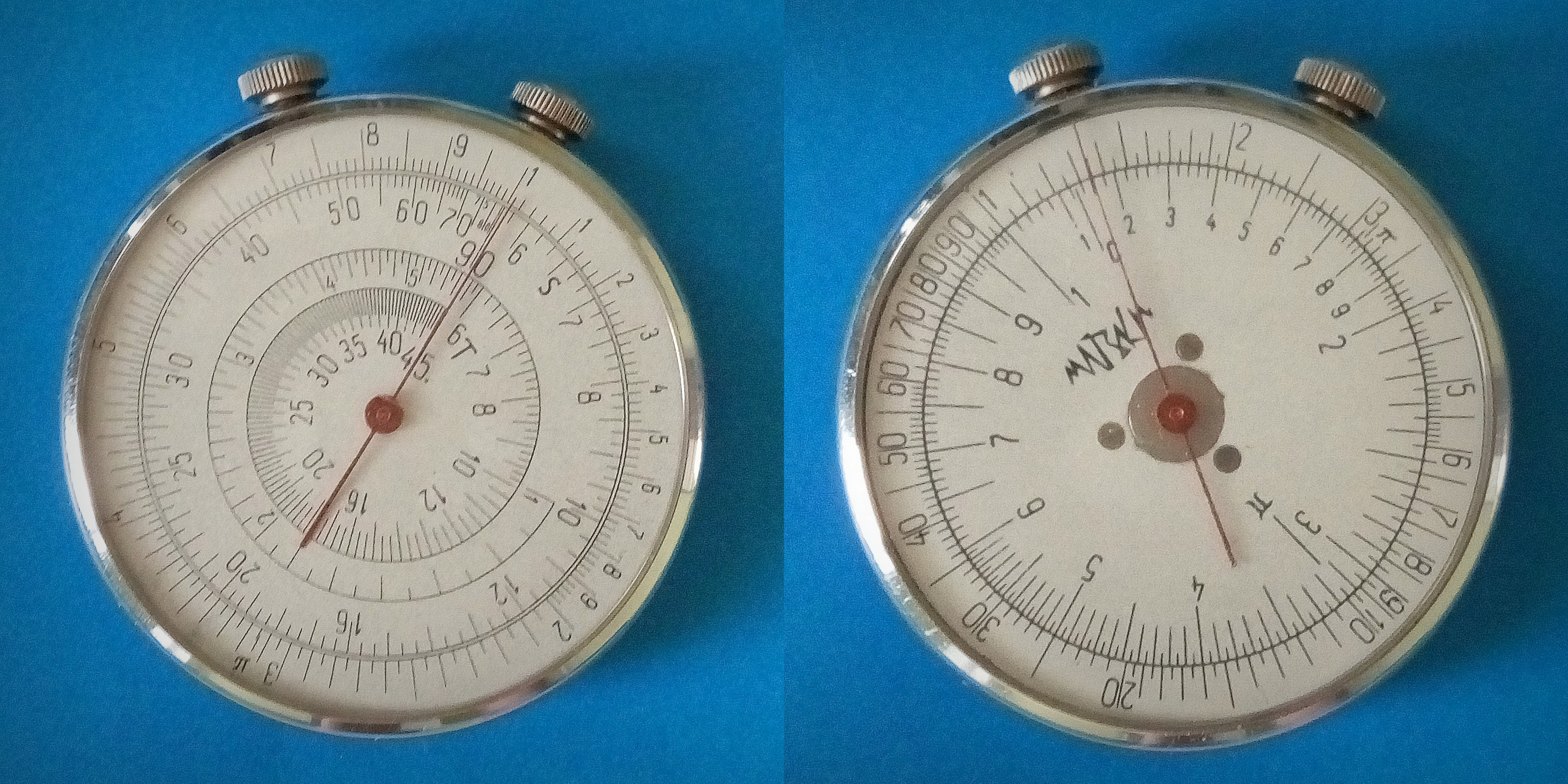
Okrągły rosyjski suwak logarytmiczny (model KL-1)

## Podstawy działania
Suwak logarytmiczny działa na zasadzie dodawania logarytmów poprzez dodawanie różnej długości odcinków zaznaczonych na skali. Jest to praktyczne wykorzystanie równości: {\displaystyle \log(a\cdot b)=\log(a)+\log(b)} (logarytm iloczynu jest równy sumie logarytmów czynników tego iloczynu). Tym samym mnożenie sprowadza się do dodawania (w przypadku suwaka – dodawania odcinków na skalach). Suwak logarytmiczny umożliwia mnożenie, dzielenie i wiele innych działań np. logarytmowanie, potęgowanie, pierwiastkowanie. Spełnia rolę tablic trygonometrycznych. Niekiedy posiada dodatkowe znaczniki lub skale pozwalające szybko obliczać powierzchnię koła, ciężar i wytrzymałość prętów itp.
Najczęściej wykonany jest w postaci linijki o długości skali 25 lub 12,5 cm z przesuwką i okienkiem, ale bywają także suwaki okrągłe. Wykonywane są także suwaki do specjalnych zadań np. na tej zasadzie działa tabela naświetlań w fotografii czy „komputer samochodowy” z lat 60. Do wad należy brak możliwości dodawania i odejmowania w większości modeli (niektóre suwaki mają wbudowany sumator do dodawania i odejmowania jak np. suwaki firmy Castell), oraz ograniczona dokładność (2–3 cyfry znaczące dla typowego suwaka). Wiele wzorów wymagających dodawania lub odejmowania można przekształcić do postaci zawierającej tylko zwiększenie albo zmniejszenie zawartości o jeden. Dodanie 1 jest łatwe w pamięci.
W Polsce suwaki produkowane były seryjnie przez przedsiębiorstwo Skala ze skalą o długości 25 i 12,5 cm.

## Podstawowe skale (od góry)

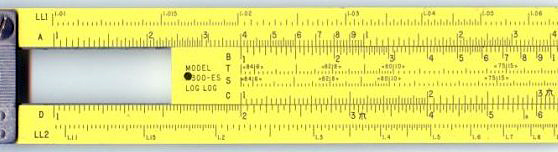
Suwak, z lewej strony oznaczenie skal

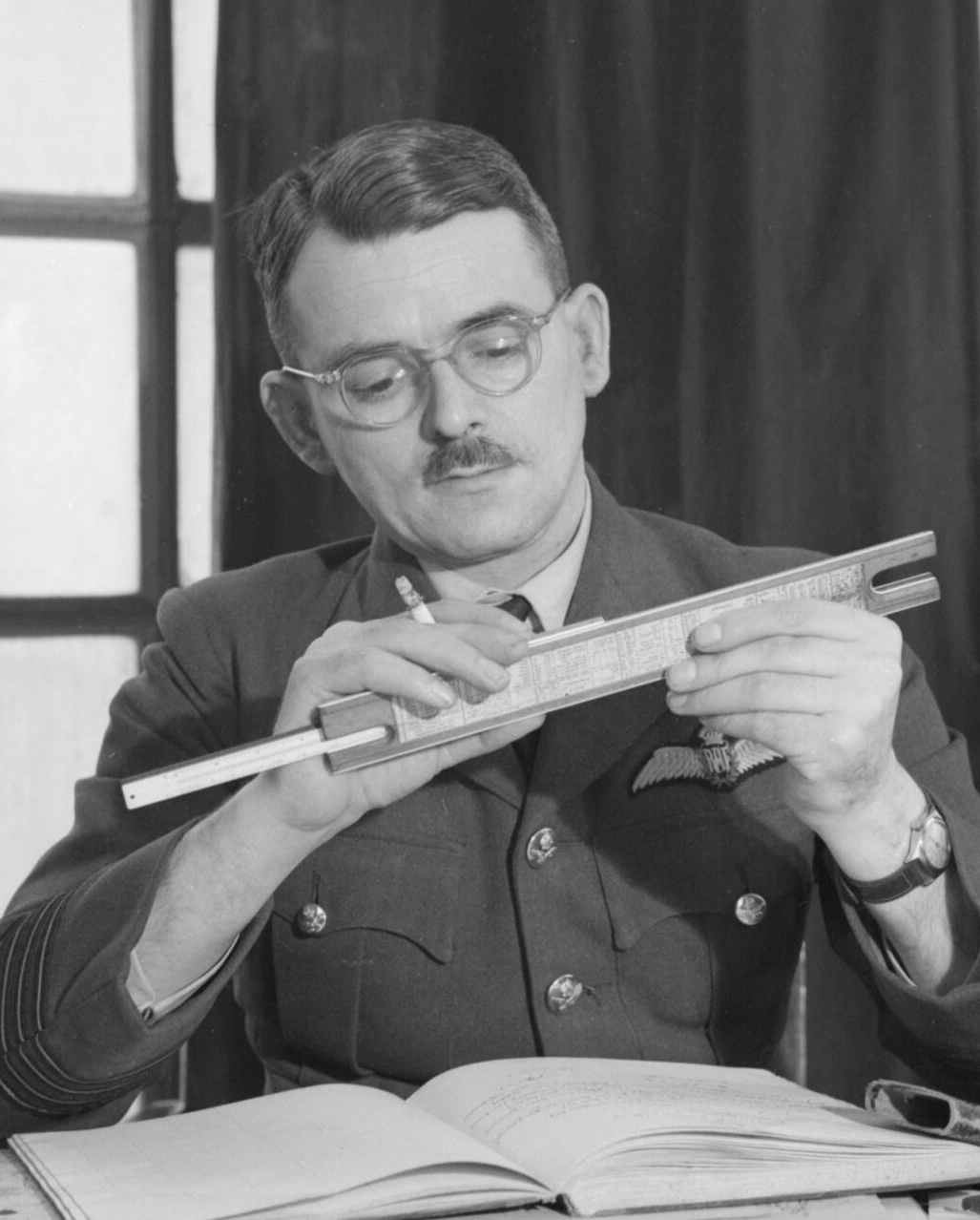
Suwak logarytmiczny w rękach Franka Whittle – twórcy silnika odrzutowego

(w nawiasach alternatywne oznaczenia literowe)
- na linijce
  - log(x) (F)
  - x³ (E)
  - x² (A)
- na przesuwce
  - x² (B)
  - 1/x (G)
  - x (C)
- na linijce
  - x (D)
  - sin(x) (S)
  - tg(x) (T)
  - s-t(x) – sinus i tangens małych kątów (S,T)
- niektóre suwaki zawierały dodatkową podziałkę funkcji {\displaystyle y={\sqrt {1-x^{2}}},} ułatwiającą np. rozwiązywanie trójkątów (zob. jedynka trygonometryczna).

## Dokładność obliczeń
Dokładność obliczeń wykonywanych przy pomocy suwaka jest zależna od precyzji wykonania suwaka i umiejętności operatora. Zakładając poprawne wykonanie suwaka, oraz że operator potrafi odróżnić na podziałce odległość 0,25 mm, wówczas dokładność odczytu można wyliczyć ze wzoru:
{\displaystyle \Delta U={\tfrac {0,25{\rm {mm}}}{l}},}
gdzie {\displaystyle l} jest długością skali suwaka podaną w milimetrach. Stąd wniosek, że im dłuższa skala, tym większa dokładność odczytu. Dla standardowego suwaka o długości 250 mm, błąd wynosi 0,1% odczytywanej liczby.

### Suwaki precyzyjne
Istnieją także suwaki precyzyjne, gdzie podziałkę liczb naturalnych podzielono na dwie części.
- Pierwszą, zawierającą liczby od 1 do {\displaystyle {\sqrt {10}}} umieszczono w miejscu podziałek (C) i (D)
- Drugą, zawierającą liczby od {\displaystyle {\sqrt {10}}} do 10 umieszczono w miejscu podziałek (A) i (B)

Pozwala to uzyskać dokładność, jak na zwykłym suwaku o dwukrotnie dłuższej skali.

## Podstawowe działania

### Odczyt liczby i znak dziesiętny
Podstawowa skala suwaka (A), (B) zawiera liczby z zakresu od 1 do 10. Dowolną liczbę można zapisać jako iloraz liczby z zakresu od 1 do 10 oraz pewnej potęgi liczby 10, dzięki czemu liczby 0,01234; 1234; 12,34; 1,234 zajmują na podziałce (A) to samo miejsce.
Aby po przeprowadzeniu obliczeń poprawnie ustalić położenie miejsca dziesiętnego, należy ustalić rząd wielkości składników rachunku. Jest to ilość cyfr przed przecinkiem zapisana ze znakiem plus, bądź – jeśli liczba jest mniejsza niż 1 – ilość zer po przecinku zapisana ze znakiem minus. Przykładowo:
- 123,4 daje +3
- 12,34 daje +2
- 1,234 daje +1
- 0,1234 daje 0
- 0,0123 daje -1
- 0,0012 daje -2
- 0,0001 daje -3

### Mnożenie

Przykład: Mnożenie 2x3. Jedynka przesuwki ustawiona nad pierwszym czynnikiem (2). Wynik (6) odczytujemy pod drugim czynnikiem (3). Zauważmy, że w takim ustawieniu możemy odczytać wszystkie inne mnożenia przez 2.

- Na podziałce (A) znaleźć pierwszy czynnik iloczynu (tu: 2,0) i ustawić nad nim „1” lub „10” podziałki (B).
- Na podziałce (B) odnaleźć drugi czynnik iloczynu (tu: 3,0) i ustawić na nim kresę okienka.
- Położenie drugiego czynnika wskazuje na podziałce (A) wynik mnożenia (tu: 6,0).
- Ustalić położenie miejsca dziesiętnego[2]:
  - ustalić rząd wielkości czynników, tu: +1 (dla 2,0) oraz +1 (dla 3,0),
  - ponieważ wynik (liczba 6,0) znajduje się na prawo od pierwszego czynnika (liczba 2,0), zapisać korektę -1 (gdyby wynik znajdował się na lewo od pierwszego czynnika, zapisać korektę zero),
  - zsumować wielkości czynników oraz korektę: {\displaystyle 1+1+(-1)=1,}
  - wynik posiada jedną cyfrę przed znakiem dziesiętnym (patrz: wyjaśnienie powyżej), zapisać więc 6,0 (czyli 2x3 = 6).

### Dzielenie
Przypomnienie: {\displaystyle \mathrm {{\frac {dzielna}{dzielnik}}=iloraz} }

Przykład: Dzielenie 1/2. Dzielna (1) na przesuwce ustawiona nad dzielnikiem (2). Wynik (5) odczytujemy nad jedynką dolnej skali.

- Na podziałce (A) znaleźć dzielną (tu: 1,0).
- Podziałkę (B) ustawić tak, aby dzielnik (tu: 2,0) znalazł się ponad dzielną.
- Wynik ilorazu znajduje się pod „1” lub „10” przesuwki.
- Ustalić położenie miejsca dziesiętnego[2]:
  - ustalić rząd wielkości składników działania, tu: +1 (dla 1,0) oraz +1 (dla 2,0),
  - ponieważ wynik (liczba 5,0) znajduje się na prawo od dzielnej (liczba 1,0), zapisać korektę zero (gdyby wynik znajdował się na lewo od dzielnej, zapisać korektę +1),
  - od wielkości dzielnej odjąć wielkość dzielnika oraz dodać korektę: {\displaystyle 1-1+0=0,}
  - wynik nie posiada cyfr przed znakiem dziesiętnym (patrz: wyjaśnienie powyżej), ostatecznie zapisać więc 0,5 (czyli 1/2 = 0,5).

### Podnoszenie do kwadratu
- Ustawić kresę okienka na skali (D) na podstawie potęgi.
- Odczytać wynik potęgowania ze skali (A)

Analogicznie, przez wykorzystanie skali (E), wykonuje się podnoszenie do sześcianu. Obliczanie odpowiednich pierwiastków wykonuje się w sposób odwrotny.

### Logarytmowanie
- Ustawić kresę okienka na liczbie logarytmowanej na podziałce (D).
- Odczytać mantysę logarytmu z podziałki (F).

### Dodawanie i odejmowanie
Suwak logarytmiczny nie pozwala na proste przeprowadzenie dodawania lub odejmowania. Sumę bądź różnicę należy rozbić na iloczyn sumy bądź różnicy zgodnie ze wzorami:
{\displaystyle x+y=\left({\frac {x}{y}}+1\right)\cdot y,}
{\displaystyle x-y=\left({\frac {x}{y}}-1\right)\cdot y.}
gdzie dodanie lub odjęcie jedności jest proste do przeprowadzenia w pamięci.